# ثابتیه (سوریه)
ثابتیه شهری در استان حمص و شرق شهر حمص است. بر پایه آمارهای سال ۲۰۰۴ جمعیت این شهر 10000 نفر و مذهب بیشتر مردم این شهر شیعه است.